# Taras Hunczak
Taras Hunczak (en ukrainien : Тарас Григорович Гунчак) est un historien ukraino-américain né le 13 mars 1932 à Podhajce en Pologne et mort le 1er juillet 2024. Il est professeur émérite de l'université Rutgers de Newark (New Jersey) depuis 2004 et y enseigne depuis 1960. Il écrit sur l'histoire ukrainienne, en particulier sur le XXe siècle.

## Biographie
Taras Hunczak a obtenu son diplôme de premier cycle à l'université Fordham à New York en 1955. Il décroche sa maîtrise en 1958 dans le même établissement. Il a poursuivi ses études d'histoire à l'université de Vienne de 1958 à 1960. Depuis, il professe à l'université Rutgers. Entre 1968 et 1983, il a été directeur du programme d'étude d'Europe orientale et, de 1974 à 1977, Président du département d'histoire.
Taras Hunczak a effectué des recherches historiques sur la Russie, l'Ukraine et la Pologne mais il a également effectué des travaux sur les minorités nationales des XIXe et XXe siècle. Depuis 1991, Taras Hunczak est également professeur à l'université d'État Tarass-Chevtchenko de Kiev. Il est membre de l'Académie nationale des sciences d'Ukraine et de la Société scientifique Chevtchenko. Taras Hunczak et rédacteur en chef de la revue Sučasnist depuis 1984 et directeur du Centre ukrainien de recherches et de documentation de New York.